# 今矢直城
今矢 直城（いまや なおき、1980年6月18日 - ）は、兵庫県出身の元サッカー選手、サッカー指導者。ポジションはミッドフィルダー（右サイドのMF、またはボランチ）。

## 経歴
兵庫県生まれ、大阪府育ち。親の仕事の関係で、10歳からオーストラリア・ニューサウスウェールズ州シドニーで過ごす。18歳で一時帰国し、サンフレッチェ広島の練習に参加するも入団は果たせなかった。
2000年、NSWプレミアリーグのブラックタウン・シティFCでデビューし、右サイドのMFとしてプレーして、25試合出場、6得点、15アシスト、リーグ優勝、リーグベスト11、決勝戦MVPを獲得。
オーストラリアン・ナショナルサッカーリーグ（NLS）のキャンベラ・コスモスFCに在籍していた2001年にはヴァンフォーレ甲府の練習生として、入団を目指していたこともある。その後もオーストラリア各州で開催されるプレミアリーグ（1部相当）でプレーを続けた。
2003年、スイス・スーパーリーグ（1部）所属のヌーシャテル・ザマックスに移籍し、2003-04シーズンUEFAカップ1回戦のAJオセール戦に出場している。2004年にはヌーシャテル・ザマックスから2部のFCラ・ショー＝ド＝フォンに移籍。
2005年、オーストラリアに戻って古巣のブラックタウンでプレーした後、Aリーグ・ニュージーランド・ナイツFCでプレーした。
2007年7月、ドイツのVfBリューベック（レギオナルリーガ所属、3部相当）と契約。同年12月にリューベックを退団した。
2008年に日本へ帰国し、ジュニア層を対象としたサッカーの指導を開始。2010年10月には東京都品川区に株式会社「Naocastle」を設立して代表取締役となり、英語での実技指導やオーストラリアへの現地研修を含めた「英語とサッカーを同時に学べるスクール」の運営を行っている。また、2010年に早稲田ユナイテッドの監督に就任した。
2018年1月、横浜F・マリノスの通訳に就任した。
2020年1月、前年まで横浜FMでヘッドコーチを務めていた、ピーター・クラモフスキーの清水エスパルス監督就任に伴い、清水のコーチ兼通訳に就任した。同年11月、クラモフスキーとともに契約を解除された。
2021年11月12日、関東リーグ1部・栃木シティFCの監督に就任。2季目にあたる2023年の地域CLで優勝を果たし、チームをJFL昇格に導いた。3季目にあたる2024年のJFLで優勝を果たし、チームをJ3昇格に導いた。

## エピソード
- スイス1部（当時）のヌーシャテル・ザマックスに入団する前に、リーグ・ドゥ（当時）のFCロリアンの練習に参加したが契約には至らなかった。その後、ヌーシャテルと仮契約を結んだ4日後にFCロリアンから3ヵ月間限定での契約を打診されたが、3年契約を提示していたヌーシャテルを選んだ。[8]

## 所属クラブ
- 2000年  ブラックタウン・シティFC（英語版）
- 2001年  キャンベラ・コスモスFC（英語版）
- 2002年  ブラックタウン・シティFC
- 2002年  アデレード・ギャラクシー（英語版）
- 2003年  ブラックタウン・シティFC
- 2003年 - 2004年  ヌーシャテル・ザマックス
- 2004年  FCラ・ショー＝ド＝フォン
- 2005年  ブラックタウン・シティFC
- 2005年 - 2006年  ニュージーランド・ナイツFC（英語版）
- 2006年 - 2007年  マルコーニ・スタリオンズFC（英語版）
- 2007年  VfBリューベック

## 指導歴
- 2010年 - 2017年  早稲田ユナイテッド 監督
- 2018年  横浜F・マリノス 通訳
- 2020年 - 2020年11月  清水エスパルス コーチ
- 2021年11月 -  栃木シティFC 監督

## 監督成績
| 年度 | クラブ | 所属                | リーグ戦 | リーグ戦 | リーグ戦 | リーグ戦 | リーグ戦 | リーグ戦 | カップ戦 | カップ戦 |
| 年度 | クラブ | 所属                | 順位     | 試合     | 勝       | 分       | 敗       | 勝点     | リーグ杯 | 天皇杯   |
| ---- | ------ | ------------------- | -------- | -------- | -------- | -------- | -------- | -------- | -------- | -------- |
| 2010 | 早稲田 | 東京都2部 2ブロック | 優勝     | 12       | 11       | 1        | 0        | 34       | —        | —        |
| 2011 | 早稲田 | 東京都1部           | 6位      | 14       | 6        | 2        | 6        | 20       | —        | —        |
| 2012 | 早稲田 | 東京都1部           | 2位      | 13       | 9        | 2        | 2        | 29       | —        | —        |
| 2013 | 早稲田 | 東京都1部           | 3位      | 13       | 9        | 2        | 2        | 29       | —        | —        |
| 2014 | 早稲田 | 東京都1部           | 2位      | 14       | 8        | 4        | 2        | 28       | —        | —        |
| 2015 | 早稲田 | 関東2部             | 3位      | 18       | 10       | 2        | 6        | 32       | —        | —        |
| 2016 | 早稲田 | 関東2部             | 8位      | 18       | 6        | 3        | 9        | 21       | —        | —        |
| 2017 | 早稲田 | 関東2部             | 4位      | 18       | 8        | 4        | 6        | 28       | —        | —        |
| 2022 | 栃木C  | 関東1部             | 優勝     | 18       | 11       | 3        | 4        | 34       | —        | —        |
| 2023 | 栃木C  | 関東1部             | 2位      | 18       | 11       | 3        | 4        | 34       | —        | —        |
| 2024 | 栃木C  | JFL                 | 優勝     | 30       | 19       | 7        | 4        | 64       | —        | —        |
| 2025 | 栃木C  | J3                  | 位       |          |          |          |          |          |          |          |

## タイトル

### 監督時代

#### クラブ
栃木シティFC
- 関東サッカーリーグ1部：1回 (2022)
- 全国地域サッカーチャンピオンズリーグ:1回 (2023)
- JFL: 1回 (2024)